# المداح (مسلسل)
المداح هو مسلسل تلفزيوني مصري عُرض في شهر رمضان عام 1442 هـ (13 أبريل 2021)، من بطولة حمادة هلال و هبة مجدي وخالد سرحان ودنيا عبد العزيز ومحمد عز، من تأليف أمين جمال ووليد أبو المجد وشريف يسري ومن إخراج أحمد سمير فرج.

## قصة المسلسل
يروي المسلسل قصة صابر المداح، الطفل الذي تبناه ورباه إمام الجامع الصوفي، يكبر ليصبح رجل متدين ومحبوب، يتمكن منه الشيطان بسبب تعلق قلبه الشديد بحب "رحاب"، فيقتل أقرب الناس إليها، وتنقلب حياته وحياة المقربين منه رأساً على عقب.

## طاقم التمثيل
- حمادة هلال في دور «صابر المداح»
- هبة مجدي في دور «رحاب»
- خالد سرحان في دور «حسن»
- دنيا عبد العزيز في دور «منال»
- محمد عز في دور «زين»
- أحمد بدير في دور «سلام»
- حنان سليمان في دور «صفاء»
- محسن منصور في دور «سمير»
- هادي خفاجة في دور «عز»
- تامر شلتوت في دور «عماد»
- عمرو رمزي في دور «عمرو»
- صبحي خليل في دور «عبد الرازق»
- محمد الصاوي في دور «مصباح»
- جمال عبد الناصر في دور «غالب»
- هايدي رفعت في دور «سهيلة»
- بسمة ماهر في دور «عيشة»
- محمد أبو داوود في دور «هاني»
- عفاف رشاد في دور «عفاف»
- بيومي فؤاد في دور «إسماعيل أبو الخير»
- أحمد وفيق في دور «شيطان»
- رضوى البروكي في دور «ميرنا»
- إيمان سالم في دور «باتعه»
- أحمد دياب في دور «مجدي المحامي»
- محمود عامر
- ماهر سليم
- وليد أبو المجد
- عبير فاروق
- ياسين أبو رواش
- حنان فكري

## أغنية المقدمة
مدد يا رب
- غناء: حمادة هلال
- كلمات: محمد أبو نعمة
- ألحان: مصطفى شكري
- توزيع: ميدو مزيكا

كلمات أغنية المقدمة:
مَدَدٌ يَارَبّ، يَارَبّ وَمَن غَيْرِك مَدَدٌ
يسْنَد ضهر اليتيم ويقيم عود الولد
مَدَدٌ يَارَبّ، يَارَبّ وَمَن غَيْرِك مَدَدٌ
يسْنَد ضهر اليتيم ويقيم عود الولد
طَيَّب وَالْكُلّ حَبَّه، بيداوي بِأَمْر رَبِّه
مُطْرَحٌ رِجْلَيْهِ مَا طِبْت، يطْرَح مِنْ الْخَيْرِ زِيَادَة
يَا مَن سَلَّم وَصَلِّي، عَلِيّ الْمَبْعُوث مِنْ اللَّهِ
أحميه مِنْ خَلْقِ ضَالَّة وأكفيه شَرّ اللَّيّ عَادَة
مَدَدٌ يَارَبّ، يَارَبّ وَمَن غَيْرِك مَدَدٌ
يسْنَد ضهر اليتيم ويقيم عود الولد
شَايل نَاسَه فِي عُرُوقِهِ تَعْبان علشان يروقوا
متكدس هَمُّه فَوْقَه لَو سَاح يُمْلِي الواجع
رامِي عَلَيْك إعْتِمَادُه، فأشدد أزره وَعِنَادِه
وَأَحْمِي يَارَبّ زَادَه ما يدوق الْمُرّ تَأَنِّي
مَدَدٌ يَارَبّ، يَارَبّ وَمَن غَيْرِك مَدَدٌ
يسْنَد ضهر اليتيم ويقيم عود الولد
عَبْدَك شَيْطَانَة سانن سنانه
وُدَّه كَأْس وداير عالصالحين
عَلِيّ نن عَيْنِه تَتْرُك إيدينه
جايلك تَعَيُّنِه وَأَنْتَ الْمُعَيَّن
مَدَدٌ يَارَبّ، يَارَبّ وَمَن غَيْرِك مَدَدٌ
يسْنَد ضهر اليتيم ويقيم عود الولد
مَدَدٌ يَارَبّ، يَارَبّ وَمَن غَيْرِك مَدَدٌ (مَدَدٌ)
يسْنَد ضهر اليتيم ويقيم عود الولد
يَارَبّ لِأَجْل الضَّعِيف والمظلومين
مَدَدٌ يَارَبّ، يَارَبّ مَدَدٌ يَارَبّ، يَارَبّ
مَدَدٌ يَارَبّ، يَارَبّ مَدَدٌ يَارَبّ، يَارَبّ

## فريق العمل
- إخراج: أحمد سمير فرج
- تأليف: أمين جمال، وليد أبو المجد، شريف يسري
- إنتاج: سكيرمو ميديا (إسلام المرسي)
- مدير التصوير: كريم عاشور
- مونتاج: نسرين فهيم
- موسيقى تصويرية: محمود طلعت

## أجزاء أخرى
- المداح أسطورة الوادي (الجزء الثاني)
- المداح أسطورة العشق (الجزء الثالث)
- المداح أسطورة العودة (الجزء الرابع)
- المداح أسطورة العهد (الجزء الخامس)

## وصلات خارجية
- المداح على موقع IMDb (الإنجليزية)
- المداح على موقع قاعدة بيانات الأفلام العربية
- المداح على موقع قاعدة بيانات الفيلم (الإنجليزية)